# William Hoogland
William Hoogland (1795–1832) fue un grabador estadounidense del siglo XIX activo en Boston y Nueva York a principios del siglo XIX. "Carrera oscura; pero fue un diseñador y grabador de billetes en Nueva York en 1815." En Boston, los contemporáneos incluyeron a Abel Bowen, Annin & Smith y J.V. Throop. Enseñó grabado a Joseph Andrews.

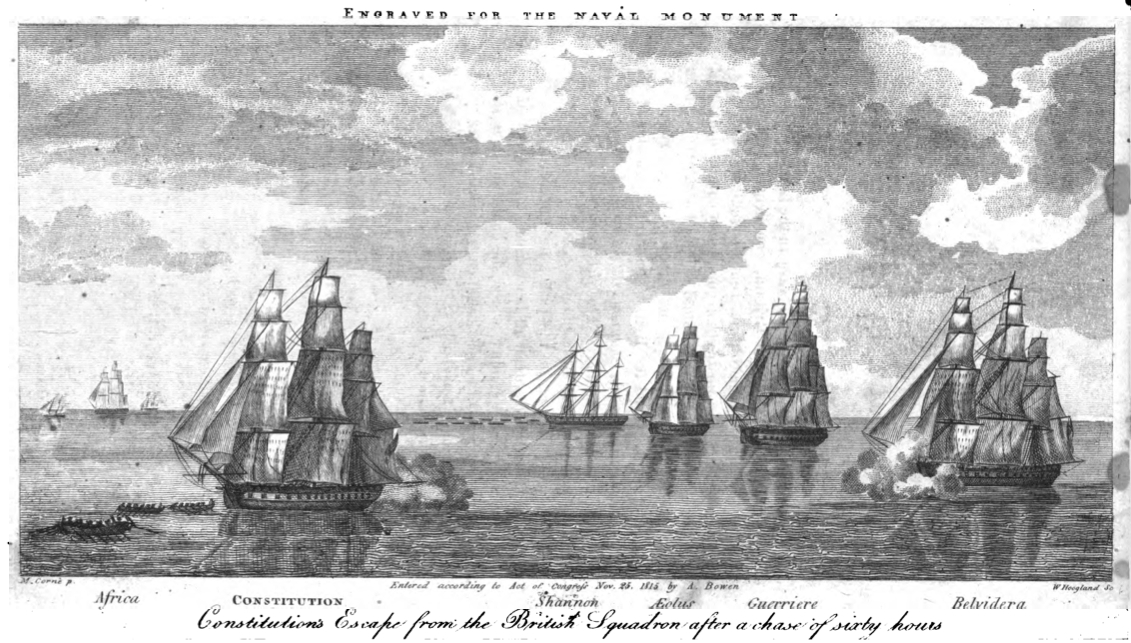
"La fuga del Constitución del escuadrón británico", grabado por Hoogland. Del Monumento Naval de Abel Bowen, 1816
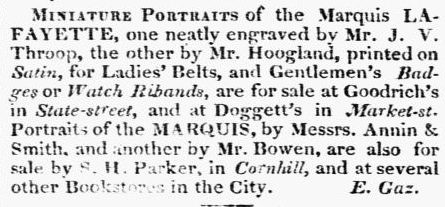
"Retratos en miniatura del marqués Lafayette, ... cuidadosamente grabados por ... El Sr. Hoogland, impreso en satén, para cinturones de señora, y chapas de caballero o cintas de reloj, están a la venta en Goodrich's en la calle State, y en Doggett's en Market-St.," Agosto 1824
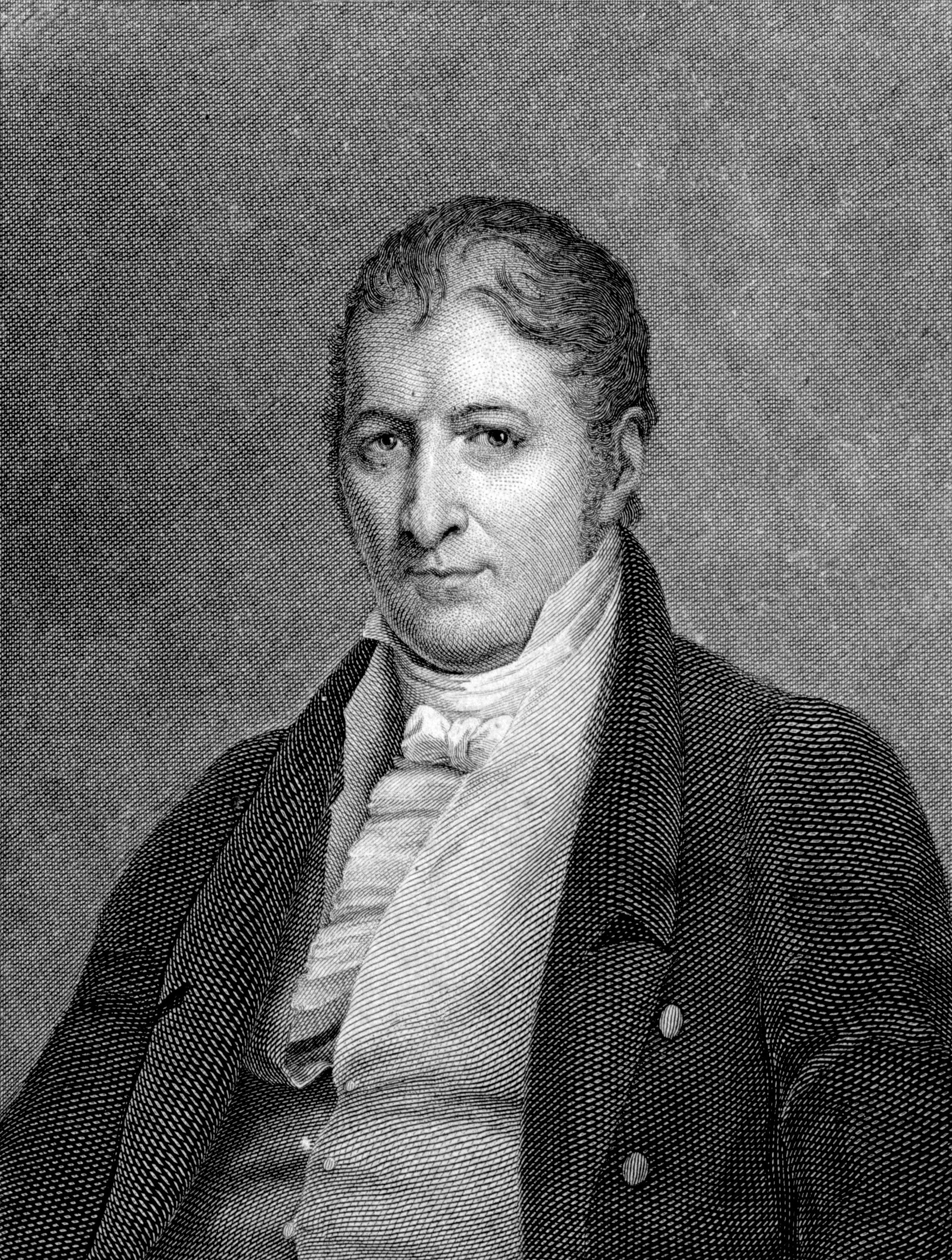
Retrato de Eli Whitney, según un cuadro de Charles Bird King; grabado por Hoogland, hacia 1820.